# أميرة أديب
أميرة أديب (مواليد 21 يوليو 1999) هي ممثلة مصرية من مواليد محافظة القاهرة. درست تمثيل و إخراج في مدينة لوس أنجلوس بالولايات المتحدة الأمريكية.

## المسلسلات
| اسم المسلسل    | السنة | اسم الدور |
| -------------- | ----- | --------- |
| وبينا ميعاد ج2 | 2024  | هند       |
| تحقيق          | 2022  |           |
| مين قال؟!      | 2022  | سلمى      |
| نقل عام        | 2022  | نادية     |
| ولاد ناس       | 2021  |           |

## وصلات خارجية
- أميرة أديب على موقع IMDb (الإنجليزية)
- أميرة أديب على موقع الدهليز
- أميرة أديب على موقع قاعدة بيانات الأفلام العربية